# Хусам ад-Дин ас-Сыганаки
Хусам ад-Дин ас-Сыганаки (Сыгнаки, Сигнаки, араб. حسام الدين السغناقي‎; ум. 1310 или 1311) — средневековый мусульманский учёный из Средней Азии, правовед-факих ханафитского мазхаба, уроженец Сыгнака.

## Биография
Полное имя учёного — Хусам ад-Дин аль-Хусейн ибн Али ибн Хаджжадж ибн Али ас-Сыганаки (араб. حسام الدين الحسين بن علي بن حجاج بن علي السغناقي‎). Также встречаются и другие варианты транскрипции лакаба (Хисамеддин) и нисбы (ас-Сигнаки, ас-Сыгнаки).
Родился приблизительно в 1240-е годы в Сыгнаке. Нет никаких сведений о его семье, детях, социальном положении. Однако известны имена его наставников: Хафиз ад-Дин Бухари (1218—1293), Фахр ад-Дин Мухаммед ибн Мухаммед аль-Маймарги и Хафиз ад-Дин Абдуллах ибн Ахмад ан-Насафи. Обучался в Бухаре. Хусам ад-Дин также посетил Багдад, Басру, Дамаск и Алеппо.
Умер в 1310 или 1311 году (710 или 711 год хиджры) в Алеппо. При этом в средневековом Сыгнаке был воздвигнут мазволей в его честь. По рассказам местных жителей, записанных востоковедом В. А. Каллауром, Хусам ад-Дин был похоронен именно там.

## Наследие
Хусам ад-Дин ас-Сыганаки придерживался ханафитского мазхаба. Он является автором комментария к книге «Аль-Мунтахаб фи усул аль-мазхаб» (араб. المنتخب في أصول المذهب‎) Мухаммада ибн Умара аль-Ахсикати. Также он написал трёхтомный комментарий к «Аль-Хидая» аль-Маргинани под названием «Ан-Нихая» (النهاية‎), комментарий к труду Абу-ль-Юсра аль-Баздави по основам фикха под названием «Аль-Кафи» (الكافي‎), комментарий к «Ат-Тамхид фи каваид ат-таухид» Абу-ль-Муина ан-Насафи под названием «Ат-Тасдид» (التسديد‎) и книгу «Ан-Наджах» (النجاح‎) по морфологии арабского языка (сарф).
Сохранившиеся до наших дней рукописи хранятся в библиотеках Парижа и Каира.
Учениками Хусам ад-Дина были Кивам ад-Дин Мухаммед ибн Мухаммад аль-Каки, Джалал ад-Дин аль-Курлани, Ибн аль-Фасих аль-Хамдани, Шамс ад-Дин ат-Такассури, Наджм ад-Дин ат-Такассури, Джалал ад-Дин аль-Гидждувани, Шамс ад-Дин ибн Хаджжадж аль-Кашгарди, Мухаммеди ибн Абд ар-Рахман аль-Газнави, Шихаб ад-Дин Ахмад ибн аль-Хасан (Ибн аз-Заркаши), Наср ад-Дин Мухаммед ибн Камал ад-Дин ибн аль-Адим.